# Литтл Милтон
Джеймс Милтон Кэмпбелл-младший (англ. James Milton Campbell Jr.) известный как Литтл Милтон англ. Little Milton; 7 августа 1934 года, Инвернесс, Миссисипи, США — 4 августа 2005 года, Мемфис, Теннесси, США — американский блюзовый гитарист, вокалист и автор песен. Дважды номинант премии Грэмми в номинациях «Лучшая запись традиционного блюза» (1990), «Лучший альбом современного блюза» (1999). 11-кратный лауреат Blues Music Awards в номинациях «Исполнитель соул-блюза» (1995, 1996, 1998, 2001, 2002, 2006), «Альбом соул-блюза» (2002, 2006), «Песня года» (2006), «Альбом года» (2006), «Артист года/Премия Би Би Кинга» (1988); 15-кратный номинант Blues Music Awards в номинациях «Исполнитель соул-блюза» (1997, 2000, 1999, 2003, 2005), «Альбом соул-блюза» (1995, 1999, 2000, 2003), «Песня года» (1987, 1991), «Блюзовый вокалист» (1995), «Артист года/Премия Би Би Кинга» (1996, 2001). Член Зала славы блюза (1988). Один из создателей музыкального направления «соул-блюз». Дядя певца Чарльза Уилсона .

## Биография
Джеймс Милтон Кэмпбелл-младший родился в 1934 году в Инвернессе, штат Миссисипи (точнее на плантации Джорджа Боулза в двух милях от городка ), рос в Мадженте в том же штате. Его отец Биг Милтон, фермер, был местным блюзовым музыкантом (прозвище «Маленький Милтон» появилось только с целью отличить его от отца). Уже в 12 лет он был уличным музыкантом, в своём творчестве прежде всего будучи вдохновлённым Ти-Боун Уокером, к 15 годам он переехал в Гринвилл, и уже выступал за плату в местных клубах . В начале 1950-х он присоединился к группе The Rhythm Aces и выступал с ней по всему региону Дельты Миссисипи. Одним из музыкантов группы был Эдди Кьюзик, который научил Литтл Милтона выступать перед публикой. В 1951 году Литтл Милтон записался как сайдмен на записях пианиста Вилли Лава.
В 1953 году Литтл Милтон продолжал играть в местных барах, где на него обратил внимание Айк Тёрнер, искавший таланты для Sun Records. Компания предложила Милтону контракт и он записал для неё несколько синглов, ни один их которых не был особенно успешен, и Милтон покинул Sun в 1955 году. Следующие два года музыкант записывался на Modern Records. В 1958 году Милтон переехал в Сент-Луис где основал компанию Bobbin Records, которая вскоре подписала контракт с Chess Records. В это время успеха добился как сам Литтл Милтон, так и Альберт Кинг и Фонтелла Басс, чьи альбомы он продюсировал. После нескольких песен, некоторые из которых стали местным хитами (так, первый сингл «I'm a Lonely Man» был продан тиражом 60 000 копий ), Литтл Милтон в 1962 году выпустил «So Mean to Me», который взорвал Billboard R&B чарт, добравшись до 14 места.
После небольшого перерыва на гастроли, управлением делами других музыкантов и их записью, в 1965 году Литтл Милтон вернулся в музыку с более отполированным звучанием в духе Би Би Кинга. После не самого удачного сингла «Blind Man» (впрочем добравшегося до 86 места в Billboard R&B), он выпустил друг за другом два хитовых сингла: соул-песню с влиянием блюза «We’re Gonna Make It», отражающая борьбу чернокожих за свои права, которая возглавила Billboard R&B и вошла в Top-40 радиохитов, а затем «Who’s Cheating Who?», добравшегося до 4 места в Billboard R&B. Обе песни вошли в дебютный альбом Литтл Милтона We’re Gonna Make It 1965 года.
В конце 1960-х Милтон выпустил несколько достаточно удачных синглов, а в 1969 году ещё один альбом. Checker Records, где он тогда записывался, со смертью Леонарда Чесса начала приходить в упадок, и в начале 1970-х Литтл Милтон перебрался на Stax Records. Но и эта компания вскоре обанкротилась. После череды компаний, Литтл Милтон в 1984 году присоединился к Malaco Records, на которой записывался уже до конца жизни. В 1983 году Литтл Милтон записал ещё одну свою знаковую песню, ставшую стандартом «The Blues Is Alright», неофициально считающуюся «Международным гимном блюза» .
Последнее крупное выступление музыканта состоялось в мае 2005 года вместе с The Allman Brothers Band . Литтл Милтон перенёс инсульт 27 июля 2005 года и умер после осложнений 4 августа 2005 года . Уже после смерти, в 2006 году музыкант получил четыре премии Blues Music Award: его последний альбом Think of Me был признан как лучшим альбомом соул-блюза, так и альбомом года вообще, одноимённая песня стала песней года, сам Литтл Милтон был признан лучшим исполнителем соул-блюза, и ещё был номинирован на артиста года, уступив Бадди Гаю.
«Литтл Милтон — превосходный всесторонний электроблюзмен: проникновенный певец, выразительный гитарист, опытный автор песен и искусный руководитель группы… Со временем его музыка становилась все более и более оркестровой, со всё большим насыщением струнными и духовыми инструментами» .
«Как вокалист Кэмпбелл был одинаково эффективен с мощными гимнами и мягкими балладами, а как гитарист он имел мало равных. Он также был опытным бизнесменом, который требовал профессионализма от своих групп и настаивал на сохранении последовательной музыкальной идентичности на протяжении всей своей долгой карьеры» .
«Литтл Милтон был…одной из главных фигур в формировании современного стилистического гибрида, который в конечном итоге стал известен как „соул-блюз“. Его мускулистый баритон легко переходил в церковный плач; его гибкие бенды струн напоминали Ти-Боуна Уокера и Би Би Кинга, но он приправлял их собственной гармонической чувственностью и умением создавать редкие, но глубоко выразительные темы — в соло Литтл Милтона пустые пространства между нотами пели так же красноречиво, как и сами ноты» .
Продюсер Грег Престон сказал, что «Большинство гитаристов считают, что чем больше нот, тем лучше. Но Милтон, BB, Альберт Кинг — их стиль заключался в том, чтобы каждая нота имела значение. Потому что одна нота может тронуть невероятное количество людей. Дело не в том, сколько ты играешь или как быстро ты играешь, а в том, как ты играешь эту одну ноту. Это был его стиль» .

## Дискография

### Альбомы

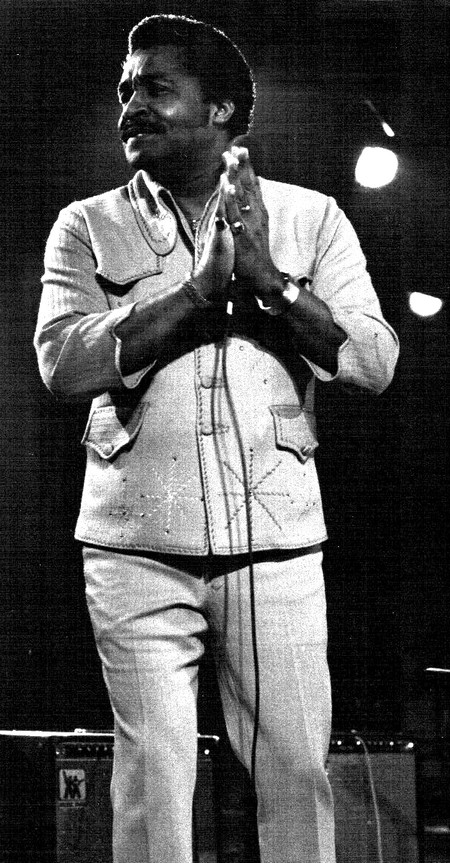
Литтл Милтон во Франции, 1982.

| Год  | Альбом                                                      | Позиция в чарте | Позиция в чарте | Позиция в чарте | Лейбл                            |
| Год  | Альбом                                                      | US              | US R&B          | US Blues        | Лейбл                            |
| ---- | ----------------------------------------------------------- | --------------- | --------------- | --------------- | -------------------------------- |
| 1965 | We’re Gonna Make It                                         | 101             | 3               | -               | Checker Records                  |
| 1966 | Sings Big Blues                                             | -               | -               | -               | Checker Records                  |
| 1969 | Grits Ain’t Groceries                                       | 159             | 41              | -               | Checker Records                  |
| 1970 | If Walls Could Talk                                         | 197             | 23              | -               | Checker Records                  |
| 1973 | Waiting for Little Milton                                   | -               | 39              | -               | Stax Records                     |
| 1974 | Blues 'n' Soul                                              | -               | 45              | -               | Stax Records                     |
| 1976 | Friend of Mine                                              | -               | 50              | -               | Glades Records                   |
| 1977 | Me for You, You for Me                                      | -               | -               | -               | Glades Records                   |
| 1980 | I Need Your Love So Bad                                     | -               | -               | -               | Golden Ear                       |
| 1981 | Walkin' the Back Streets                                    | -               | -               | -               | Stax                             |
| 1982 | The Blues Is Alright                                        | -               | -               | -               | Evidence                         |
| 1983 | Age Ain’t Nothin' But a Number                              | -               | 53              | -               | MCA Records                      |
| 1984 | Playing for Keeps                                           | -               | 55              | -               | Malaco Records                   |
| 1985 | I Will Survive                                              | -               | -               | -               | Malaco Records                   |
| 1986 | Annie Mae’s Cafe                                            | -               | -               | -               | Malaco Records                   |
| 1987 | Movin' to the Country                                       | -               | -               | -               | Malaco Records                   |
| 1988 | Back to Back                                                | -               | 73              | -               | Malaco Records                   |
| 1990 | Too Much Pain                                               | -               | 40              | -               | Malaco Records                   |
| 1991 | Reality                                                     | -               | 57              | -               | Malaco Records                   |
| 1992 | Strugglin' Lady                                             | -               | 63              | -               | Malaco Records                   |
| 1994 | I’m a Gambler                                               | -               | -               | -               | Malaco Records                   |
| 1996 | Cheatin' Habit                                              | -               | -               | 14              | Malaco Records                   |
| 1997 | Count the Days                                              | -               | -               | -               | Malaco Records                   |
| 1998 | For Real                                                    | -               | -               | 13              | Malaco Records                   |
| 1999 | Welcome to Little Milton                                    | -               | -               | 10              | Malaco Records                   |
| 2001 | Feel It                                                     | -               | -               | -               | Malaco Records                   |
| 2002 | Guitar Man                                                  | -               | -               | 8               | Malaco Records                   |
| 2004 | The Blues Is Alright: Live at Kalamazoo                     | -               | -               | -               | Varèse Sarabande                 |
| 2005 | Think of Me                                                 | -               | -               | 14              | Telarc International Corporation |
| 2006 | Live at the North Atlantic Blues Festival: His Last Concert | -               | -               | -               | Camil                            |

### Сборники
- Greatest Hits (1972, Chess Records)
- Chess Blues Masters Series (1976, Chess) 2-LP
- His Greatest Sides Vol. 1 (1983, Chess)
- The Sun Masters (1990, Rounder)
- Welcome to the Club: The Essential Chess Recordings (1994, MCA/Chess) 2-CD
- The Complete Stax Singles (1994, Fantasy)
- Stand By Me: The Blues Collection [#48] (1995, Orbis)
- Little Milton’s Greatest Hits (1995, Malaco)
- Rockin' the Blues (1996, MCA Special Products)
- Greatest Hits (The Chess 50th Anniversary Collection) (1997, MCA/Chess)
- Chess Blues Guitar (Two Decades of Killer Fretwork 1949 to 1969) [разные артисты] (1998 MCA/Chess) 2-CD
- Count the Days (1997, 601 Records)
- The Complete Checker Hit Singles (2001, Connoisseur Collection)
- Anthology 1953—1961 (2002, Varèse Sarabande)
- Running Wild Blues (2006, Charly)
- Stax Profiles: Little Milton (2006, Stax)
- The Very Best of Little Milton (2007, Stax)
- Chicago Blues and Soul via Memphis and St. Louis (2014, Jasmine)

### Синглы
| Год  | Сингл                                                                                           | Лейбл                       | Позиция в чарте | Позиция в чарте |
| Год  | Сингл                                                                                           | Лейбл                       | US              | US R&B          |
| ---- | ----------------------------------------------------------------------------------------------- | --------------------------- | --------------- | --------------- |
| 1953 | «Beggin' My Baby» / «Somebody Told Me»                                                          | Sun Records 194             | -               | -               |
| 1954 | «If You Love Me» / «Alone and Blue»                                                             | Sun 200                     | -               | -               |
| 1955 | «Lookin' for My Baby» / «Homesick for My Baby»                                                  | Sun 220                     | -               | -               |
| 1956 | «Love at First Sight» / «Let’s Boogie, Baby»                                                    | Meteor Records 5040         | -               | -               |
| 1957 | «Let My Baby Be» / «Oh, My Little Baby»                                                         | Meteor 5045                 | -               | -               |
| 1958 | «That Will Never Do» / «I’m a Lonely Man»                                                       | Bobbin Records 101          | -               | -               |
| 1959 | «Long Distance Operator» / «I Found Me a New Love»                                              | Bobbin 103                  | -               | -               |
| 1959 | «Strange Dreams» / «I’m Tryin'»                                                                 | Bobbin 112                  | -               | -               |
| 1959 | «Hold Me Tight» / «Same Old Blues»                                                              | Bobbin 117                  | -               | -               |
| 1960 | «Dead Love» / «My Baby Pleases Me»                                                              | Bobbin 120                  | -               | -               |
| 1960 | «Let It Be Known» / «Hey, Girl!»                                                                | Bobbin 125                  | -               | -               |
| 1961 | «Cross My Heart» / «I’m in Love»                                                                | Bobbin 128                  | -               | -               |
| 1961 | «Saving My Love for You» / «Lonely No More»                                                     | Checker Records 977         | -               | -               |
| 1961 | «So Mean to Me» / «I Need Somebody»                                                             | Checker 994                 | -               | 14              |
| 1962 | «Satisfied» / «Someone to Love»                                                                 | Checker 1012                | -               | -               |
| 1962 | «I Wonder Why» / «Losing Hand»                                                                  | Checker 1020                | -               | -               |
| 1963 | «She Put a Spell on Me» / «Never Too Old»                                                       | Checker 1048                | -               | -               |
| 1963 | «One of These Old Days» / «Meddlin'»                                                            | Checker 1063                | -               | -               |
| 1964 | «Sacrifice» / «What Kind of Love Is This»                                                       | Checker 1078                | -               | -               |
| 1964 | «Blind Man» / «Blues in the Night»                                                              | Checker 1096                | 86              | -               |
| 1965 | «We're Gonna Make It» / «Can’t Hold Back the Tears»                                             | Checker 1105                | 25              | 1               |
| 1965 | «Who’s Cheating Who?» / «Ain’t No Big Deal on You»                                              | Checker 1113                | 43              | 4               |
| 1965 | «Without My Sweet Baby» / «Help Me Help You»                                                    | Checker 1118                | -               | -               |
| 1965 | «Your People» / «My Baby’s Something Else»                                                      | Checker 1128                | -               | -               |
| 1966 | «We Got the Winning Hand» / «Sometimey»                                                         | Checker 1132                | 100             | -               |
| 1966 | «When Does Heartache End» / «I’m Mighty Grateful»                                               | Checker 1139                | -               | -               |
| 1966 | «Man Loves Two» / "Believe in Me'                                                               | Checker 1149                | -               | 45              |
| 1966 | «Feel So Bad» / «You Colored My Blues Bright»                                                   | Checker 1162                | 91              | 7               |
| 1967 | «I’ll Never Turn My Back on You» / «Don’t Leave Her»                                            | Checker 1172                | -               | 31              |
| 1967 | «Sweet Sixteen pt.1» / «Sweet Sixteen pt.2»                                                     | Checker 1181                | -               | -               |
| 1967 | «More and More» / «The Cost of Living»                                                          | Checker 1189                | -               | 45              |
| 1968 | «I Know What I Want» / «You Mean Everything to Me»                                              | Checker 1194                | -               | -               |
| 1968 | «At the Dark End of the Street» / «I Who Have Nothing»                                          | Checker 1203                | -               | -               |
| 1968 | «Let Me Down Easy» / «Driftin' Drifter»                                                         | Checker 1208                | -               | 27              |
| 1968 | «Grits Ain’t Groceries (All Around The World)» / «I Can’t Quit You Baby»                        | Checker 1212                | 73              | 13              |
| 1969 | «Just a Little Bit» / «Spring»                                                                  | Checker 1217                | 97              | 13              |
| 1969 | «Poor Man» / «So Blue (Without You)»                                                            | Checker 1221                | -               | -               |
| 1969 | «Let’s Get Together» / «I’ll Always Love You»                                                   | Checker 1225                | -               | -               |
| 1969 | «If Walls Could Talk» / «Loving You»                                                            | Checker 1226                | 71              | 10              |
| 1970 | «Baby I Love You» / «Don’t Talk Back»                                                           | Checker 1227                | 82              | 6               |
| 1970 | «Somebody’s Changin' My Sweet Baby’s Mind» / «I’m Tired»                                        | Checker 1231                | -               | 22              |
| 1970 | «Many Rivers to Cross» / «A Mother’s Love»                                                      | Checker 1236                | -               | -               |
| 1971 | «I Play Dirty» / «Nothing Beats a Failure»                                                      | Checker 1239                | -               | 37              |
| 1971 | «If That Ain’t a Reason (For Your Woman to Leave You)» / «Mr. Mailman (I Don’t Want No Letter)» | Stax Records 0100           | -               | 41              |
| 1971 | «That’s What Love Will Make You Do» / «I’m Living Off the Love You Give»                        | Stax 0111                   | 59              | 9               |
| 1972 | «Before the Honeymoon» / «Walking the Back Streets and Crying»                                  | Stax 0124                   | -               | -               |
| 1972 | «I’m Gonna Cry a River» / «What It Is» (B-side charted)                                         | Stax 0141                   | -               | -               |
| 1972 | «Rainy Day» / «Lovin' Stick»                                                                    | Stax 0148                   | -               | -               |
| 1973 | «What It Is» / «Who Can Handle Me Is You»                                                       | Stax 0174                   | -               | 51              |
| 1973 | «Tin Pan Alley» / «Sweet Woman of Mine»                                                         | Stax 0191                   | -               | 51              |
| 1974 | «Behind Closed Doors» / «Bet You I Win»                                                         | Stax 0210                   | -               | 31              |
| 1974 | «Let Me Back In» / «Let Your Loss Be Your Lesson»                                               | Stax 0229                   | -               | 38              |
| 1975 | «If You Talk in Your Sleep» / «Sweet Woman of Mine»                                             | Stax 0238                   | -               | 34              |
| 1975 | «Packed Up and Took By Mind» / «How Could You Do It to Me»                                      | Stax 0252                   | -               | -               |
| 1975 | «Who’s Cheating Who» / «Feel So Bad»                                                            | Chess Blue Chip Series 9044 | -               | -               |
| 1976 | «Many Rivers to Cross» / «More and More»                                                        | Chess ACH 30002             | -               | -               |
| 1976 | «Friend of Mine (Vocal)» / «Friend of Mine (Instrumental)»                                      | Glades Records 1734         | -               | 15              |
| 1976 | «Baby It Ain’t No Way» / «Bring It on Back»                                                     | Glades 1738                 | -               | 94              |
| 1977 | «Just One Step» / «Just One Step (Instrumental)»                                                | Glades 1741                 | -               | 59              |
| 1977 | «Loving You (Is the Best Thing to Happen to Me)» / «4:59 A.M.»                                  | Glades 1743                 | -               | 47              |
| 1977 | «Me for You, You for Me» / «My Thing Is You»                                                    | Glades 1747                 | -               | -               |
| 1978 | «Real Love» / «Survivors of Love»                                                               | Mier 2507                   | -               | -               |
| 1980 | «I Need Your Love So Bad» / «I Wake Up Crying»                                                  | Golden Ear 2281             | -               | -               |
| 1980 | «You Ought to Be Here with Me» / «Don’t Leave Her»                                              | Golden Ear 2285             | -               | -               |
| 1980 | «Catch the Plane» / «Believe in Me»                                                             | Golden Ear 2286             | -               | -               |
| 1980 | «I Like Your Loving» / «No Matter Where You Go»                                                 | Golden Ear 2287             | -               | -               |
| 1980 | «The Cost of Living» / «I Need You Baby»                                                        | Golden Ear 2289             | -               | -               |
| 1980 | "Walking the Backstreets and Crying / «If That Ain’t a Reason (For Your Woman to Leave You)»    | Stax 1051                   | -               | -               |
| 1980 | «If You Talk in Your Sleep» / «Let Me Back In»                                                  | Stax 1052                   | -               | -               |
| 1980 | «Little Bluebird» / «Blue Monday»                                                               | Stax 1057                   | -               | -               |
| 1982 | «Feel So Bad» / «I Had a Talk with My Man»                                                      | Chess CH 129                | -               | -               |
| 1983 | «Age Ain’t Nothin' but a Number» / «Age Ain’t Nothin' but a Number (Instrumental)»              | MCA 52184                   | -               | 89              |
| 1983 | «Living on the Dark Side of Love» / «Why Are You So Hard to Please»                             | MCA 52254                   | -               | -               |
| 1984 | «The Blues Is Alright» / «Comeback Kind of Loving»                                              | Malaco Records 2104         | -               | -               |
| 1984 | «Misty Blue» / «Catch You on Your Way Down»                                                     | Malaco 2108                 | -               | -               |
| 1984 | «Tin Pan Alley» / «Just Got to Know»                                                            | Stax 1062                   | -               | -               |
| 1985 | «Lonesome Christmas» / «Come to Me»                                                             | Malaco 2123                 | -               | -               |
| 1986 | «I Will Survive» / «4:59 AM»                                                                    | Malaco 2127                 | -               | -               |
| 1986 | «A Real Good Woman» / «Annie Mae’s Cafe»                                                        | Malaco 2134                 | -               | -               |
| 1987 | «Cheatin' Is a Risky Business» / «I’m at the End of My Rainbow»                                 | Malaco 2137                 | -               | -               |
| 1987 | «Room 244» / «You’re So Cold»                                                                   | Malaco 2143                 | -               | -               |
| 1988 | «His Old Lady and My Old Lady» / «A Possum in My Tree»                                          | Malaco 2147                 | -               | -               |
| 1988 | «I Don’t Believe in Ghosts» / «I Was Tryin' Not to Break Down»                                  | Malaco 2151                 | -               | -               |
| 1989 | «Wind Beneath My Wings» / «Too Much Heaven»                                                     | Malaco 2155                 | -               | -               |
| 1989 | «Landslide» (A-side by Tony Clarke) / «We’re Gonna Make It»                                     | Ripete 45-273               | -               | -               |
| 1990 | «Bad Dream» / «The Woman I Love»                                                                | Malaco 2162                 | -               | -               |
| 1990 | «The Cradle Is Robbin' Me» / «Still in Love with You»                                           | Malaco 2165                 | -               | -               |
| 1991 | «You Left a Goldmine for a Golddigger» / «I’ve Got to Remember»                                 | Malaco 2174                 | -               | -               |
| 1991 | «Secretary» / «Stand by Me»                                                                     | Red Dog Express 45-3501     | -               | -               |
| 1991 | «Gonna Get Along Without You Now» / «Just One Step»                                             | Red Dog Express 45-3504     | -               | -               |
| 1992 | «Strugglin' Lady» / «She Never Gets the Blues»                                                  | Malaco 2187                 | -               | -               |
| 1993 | «My Dog and Me» / «Cafe Woman»                                                                  | Malac0 2189                 | -               | -               |
| 1994 | «Casino Blues» / «That’s All Right»                                                             | Malaco 2198                 | -               | -               |
| 1994 | «Like a Rooster on a Hen» / «Poke Salad Annie»                                                  | Malaco 2200                 | -               | -               |
| 1996 | «Kick My Cheatin' Habits» / «How Does a Cheatin' Woman Feel»                                    | Malaco 2309                 | -               | -               |
| 1998 | «Big Boned Woman» / «I’d Rather Be with You»                                                    | Malaco 2340                 | -               | -               |
| 1999 | «Lump on Your Stump» / «Right to Sing the Blues»                                                | Malaco 2342                 | -               | -               |